# Enrique de Aguilera y Gamboa
Enrique de Aguilera y Gamboa (Madrid, 1845 – 1922) è stato un politico spagnolo.
Fu deputato dal 1871 e senatore dal 1880.
Fu tra i sostenitori del giornale carlista El Correo Español.